# Кашперске Хори
Кашперске Хори (чеш. Kašperské Hory) град је у Чешкој Републици. Град се налази у управној јединици Плзењски крај, у оквиру којег припада округу Клатови.

## Становништво
Према подацима о броју становника из 2014. године град је имао 1.458 становника.